# Benedikt Szmrecsanyi
Benedikt Szmrecsanyi (ur. 15 września 1976) – węgierski językoznawca i socjolingwista. Zajmuje się m.in. wariacją językową, problematyką złożoności języka, dialektologią oraz geolingwistyką.
Studiował filologię angielską, politologię oraz ekonomię na Uniwersytecie we Fryburgu oraz na Uniwersytecie Georgetown. W 2002 r. uzyskał magisterium na Uniwersytecie we Fryburgu. Doktoryzował się w 2005 r. na tejże uczelni. W 2011 r. uzyskał stopień doktora habilitowanego. Jest redaktorem czasopisma „Cognitive Linguistics”.

## Wybrana twórczość
- An analytic-synthetic spiral in the history of English (2016)
- Register in variationist linguistics (2019)
- Possessives World-Wide: Genitive Variation in Varieties of English (współautorstwo, 2019)
- Variation-Based Distance and Similarity Modeling: a case study in World Englishes (współautorstwo, 2019)